# С добрым утром! (мультфильм, 2001)
«С добрым утром!» (англ. Good Morning) — короткометражный мультфильм, снятый режиссёром Денисом Черновым в 2001 году.

## Сюжет
История про петуха, проснувшегося и вспомнившего то, что от него ждут по утрам. Пытаясь кукарекать, он воспроизводит все звуки подряд, кроме своего.

## Съёмочная группа
| режиссёр и мультипликатор | Денис Чернов                         |
| Озвучка                   | Денис Чернов (Петух)                 |
| звукорежиссёры            | Владимир Голоунин, Валентин Васенков |
| технические консультанты  | Юрий Ильин, Роман Смородин           |
| продюсер                  | Александр Боярский                   |

## Награды
- 2001 — VI Открытый российский фестиваль анимационного кино в Тарусе — приз за самый смешной фильм
- 2001 — Международный фестиваль анимационного кино «Castelli Animati», Рим, Италия — специальный приз
- 2002 — Международный фестиваль анимационного кино «Cinema d’Animazione e Fumetto», Италия — 2-й приз жюри и приз публики[2]